# Internationaler Fernmeldevertrag
Der Internationale Fernmeldevertrag (IFV, englisch International Telecommunication Convention) ist ein völkerrechtlicher Vertrag, der von fast allen Staaten der Erde unterzeichnet und ratifiziert wurde. Er wurde am 6. November 1982 in Nairobi geschlossen. Vorläufervertrag war der  Internationale Fernmeldevertrag (Malaga-Torremolinos 1973). Beide Verträge sind Grundlage der Internationalen Fernmeldeunion (ITU).
Eine weitere Nachfolgevereinbarung ist die Konstitution und Konvention der Internationalen Fernmeldeunion vom 22. Dezember 1992. Heute sind die beiden IFV, Malaga-Torremolinos (1973) und Nairobi (1982), nur noch im Verhältnis zu den Staaten relevant, die der Konstitution und Konvention der Internationalen Fernmeldeunion nicht beigetreten sind.
Die Präambel des Vertrages lautet in der deutschen Übersetzung (in der Schweizer Systematischen Sammlung des Bundesrechts):
In voller Anerkennung des uneingeschränkten Rechts jedes Landes, sein Fernmeldewesen zu regeln, und angesichts der wachsenden Bedeutung des Fernmeldewesens für die Wahrung des Friedens und die soziale und wirtschaftliche Entwicklung aller Länder haben die Bevollmächtigten der Vertragsregierungen in gegenseitigem Einvernehmen diesen Vertrag geschlossen, um die friedlichen Beziehungen und die Zusammenarbeit zwischen den Völkern durch einen gut arbeitenden Fernmeldedienst zu erleichtern; dieser Vertrag ist die grundlegende Urkunde der Internationalen Fernmeldeunion.
Ein Anhang des Internationalen Fernmeldevertrags war die Vollzugsordnung für den Funkdienst.